# Claire Holt
Claire Rhiannon Holt (rođena 11. lipnja 1988.) je australsko-američka glumica i model, poznata po ulogama Rebeke Mikaelson u televizijskoj seriji Vampirski dnevnici i spinoff-ovoj seriji The Originals, Samare Cook u seriji Slatke male lažljivice, Emme Gilbert u H2O: Uz malo vode i Kate u horor-filmu o preživljavanju Pakao pod morem.

## Životopis
Claire je rođena u Brisbaneue u državi Queensland u Australiji. Diplomirala je na Stuartholme školi u Toowongu 2005. godine.

## Karijera
Godine 2006. Holt je dobila ulogu Emme Gilbert u televizijskoj seriji Mreža deset H2O: Samo uz malo vode. Emisija je zaradila nagradu Logie i nagradu Nickelodeon Australia Kids 'Choice. Dok je serija obnavljana za treću seriju, Holt je napustila emisiju nakon druge sezone serije kad je dobila glavnu ulogu u nastavku filma iz 2007. godine Glasnici zla, pod naslovom Glasnici zla 2: Strašilo. U 3. sezoni serije H2O Zamijenila ju je Indiana Evans. Snimanje filma Glasnici zla 2 odvijalo se u Sofiji tijekom 2008. godine. Claire je glumila zajedno s Normanom Reedusom i Heather Stephens, a film je objavljen 21. srpnja 2009. izravno na DVD-u.
Osim televizijskih i filmskih uloga, Holt se pojavila u reklamama za Dreamworld, Sizzler i Queensland Lifesaving. BuddyTV je na njenom popisu 100 najseksepilnijih žena 2011. godine na ljestvici osvojila 55. mjesto. 
Holt je u kolovozu 2011. dobila glavnu ulogu u TV seriji Vampirski dnevnici kao Rebeka Mikaelson. 13. siječnja 2013., CW je objavio da se Holt pridružila glumicima spin-off serije Vampirskih Dnevnika pod nazivom  The Originalss, gdje je prenijela svoju ulogu Rebekhe Mikaelson. Iz emisije je izašla kao redovita serija u šesnaestoj epizodi prve sezone koja je emitirana u SADj-u 11. ožujka 2014.  Holt se vratila svojoj ulozi u finalu prve sezone, 13. svibnja 2014., i nastavila je povremeno gostovati u seriji sve do finala 1. kolovoza 2018. godine.
Godine 2014. Holt je bila povezana sa Supergirlom CBS-a, iako je odlučila da ga ne nastavlja. Glumila je u NBC-jevoj "event seriji" Vodenjak kao Charmain Tully. Godine 2016. glumi u romantičnom komičnom filmu Razvodna zabava, igrajući ulogu Susan. 
Godine 2017. Holt je glumila glavnu ulogu, Kayla, u pilotu ABC-jevog trilera Doomsday.  Također te godine Holt je glumila Kate u podvodnom trileru 47 metara, uz Mandy Moore i Matthew Modine, koji je u kinima izašao 16. lipnja 2017.